# Kirchscheidungen
Kirchscheidungen este o comună din landul Saxonia-Anhalt, Germania.